# Klubi Futbollistik Skënderbeu
O Klubi Futbollistik Skënderbeu Korçë, conhecido apenas por Skënderbeu, é um clube de futebol albanês. Sua sede fica na cidade de Korçë. O seu estádio é o Skënderbeu Stadium, com 12,000 lugares de capacidade.

## História
Dentro das perspectivas históricas do país, o Skënderbeu é um clube de sucesso recente. A equipe da cidade de Korçë surgiu em 1925, e chegou a ser campeão nacional em 1933. Contudo, nunca esteve entre as principais potências. Durante a época do comunismo, adotou o nome de Puna (trabalho, em albanês), mas apenas oscilou entre a primeira e a segunda divisão. A grande virada aconteceu a partir de 2009/10, em um momento de baixa. Ameaçado de rebaixamento, o Skënderbeu acabou assumido por um grupo de notáveis – entre os quais faziam parte o presidente da Red Bull na Albânia, o Ministro das Finanças e o prefeito de Korçë. Com dinheiro no caixa, bons patrocínios e uma gestão bem feita, o clube decolou. Após se safar do rebaixamento, conquistou o pentacampeonato albanês.
Assim, o Skënderbeu serve de exemplo de organização dentro do futebol albanês, que nunca foi forte, e ainda sofreu com o sucateamento pós-cortina de ferro. E ainda possui um claro apelo para ser motivo de orgulho nacional na Champions. O nome Skënderbeu homenageia Skanderbeg, um nobre albanês do Século XV, que liderou a resistência na guerra contra o Império Otomano, e que segue como símbolo de heroísmo nacional. Nada mais propício para a cidade de 75 mil habitantes se tornar o centro do futebol nacional. Apos 78 anos na fila, o clube volta a ser campeão nacional nas temporadas 2010-11, 2011-12, 2012-13, 2013-14 e 2014-15 além de ser vice-campeão  da Copa da Albânia em 2011-12 e 2016-17  mais perde as 2 para o KF Tirana .

## Escândalo
Em 2016 a  UEFA puniu o Skenderbeu com uma multa em dinheiro, além de o banimento por um ano em competições europeias na temporada 2016/17, por suposta manipulação de resultados em jogos da liga nacional e também em competições continentais, além de ter o título da Superliga 2015/16 retirado. Momentaneamente, o título está vazio até que uma decisão final tenha sido alcançada pelo Comitê Executivo da Associação Albanesa de Futebol.

## Liga dos Campeões da UEFA
- 2011-12 segunda rodada de qualificação.

APOEL vence ambos os jogos por 2-0 e 3-0.
- 2012-13 segunda rodada de qualificação.

após vencer por 1-0, mas perde 3-0 para o Debreceni.
- 2013-14 na segunda rodada de qualificação passa por Neftçi Baku , 0-0 e 1-0 na prorrogação, na fase seguinte cai para o Shakhter Karagandy, perdendo de 3-0  e ganhando por 3-2.

- 2014-15 segunda rodada de qualificação.

Após enfrentar o  BATE Borisov e empata 0-0 e 1-1 é eliminado em casa.
- 2015-16 segunda rodada de qualificação, passa por Crusaders, (4-1,1-3).Na Terceira pré-eliminatória passa por Milsami (2-0,2-0). Nos play-off perde ambos os jogos de (2-1,4-1) para o Dinamo Zagreb.

## Liga Europa da UEFA
Na temporada 2013-14, após ser eliminado da Champions, entra já nos Play Offs  da Liga Europa da UEFA de 2013-14, contra o Odessa, perde de (1-0) e vence por (1-0), mas é eliminados nos pênaltis por 7x6. Já na temporada 2015-16, o clube jogou a fase de grupos  da Liga Europa, um fato histórico para a Albânia, ficando em último, num grupo com o Lokomotiv Moscou, Sporting e Beşiktaş, destaque para os 3-0 sobre os Leões. Após ser banido de competições europeias na temporada 2016 -17, o clube volta a jogar a fase de grupos da Liga Europa em 2017-18, após passar pelas 3 fases qualificatórias e o play offs, caiu no grupo com Dínamo de Kiev, 	Partizan e o Young Boys, mais uma vez ficando em último somando 5 pontos.

## Elenco atual
Nota: Bandeiras indicam equipe nacional, conforme definido pelas regras de elegibilidade da FIFA. Os jogadores podem ter mais de uma nacionalidade não-FIFA.
| N.º |         | Posição | Jogador          |
| --- | ------- | ------- | ---------------- |
| 1   | Albânia | G       | Orges Shehi      |
| 2   | Albânia | M       | Amarildo Dimo    |
| 3   | Albânia | D       | Renato Arapi     |
| 7   | Albânia | M       | Erbim Fagu       |
| 8   | Nigéria | M       | Nurudeen Orelesi |
| 10  | Albânia | M       | Bledi Shkëmbi    |
| 11  | Albânia | A       | Andi Ribaj       |
| 12  | Albânia | G       | Erjon Llapanji   |
| 14  | Albânia | M       | Leonit Abazi     |
| 15  | Albânia | D       | Ditmar Bicaj     |

| N.º |         | Posição | Jogador            |
| --- | ------- | ------- | ------------------ |
| 17  | Albânia | M       | Gjergji Muzaka     |
| 19  | Mali    | M       | Bakary Nimaga      |
| 20  | Brasil  | D       | Ademir             |
| 22  | Croácia | A       | Pero Pejic         |
| 30  | Brasil  | M       | Esquerdinha        |
| 24  | Albânia | A       | Artnant Tahirllari |
| 33  | Croácia | D       | Marko Radas        |
| 78  | Sérvia  | A       | Ivan Gvozdenovic   |
| 88  | Albânia | M       | Sabien Lilaj       |

## Títulos
Superliga Albanesa: 8
- (1933, 2010-11, 2011-12, 2012-13, 2013-14, 2014-15, 2015-16 e 2017-18)

 Copa da Albânia: 1
- (2017-18)

 Segunda Divisão Albanesa: 3
- (1975–76, 2006–07 e 2022-23)

 Supercopa da Albânia: 3
- (2013, 2014 e 2018)